# Bodegas Güell

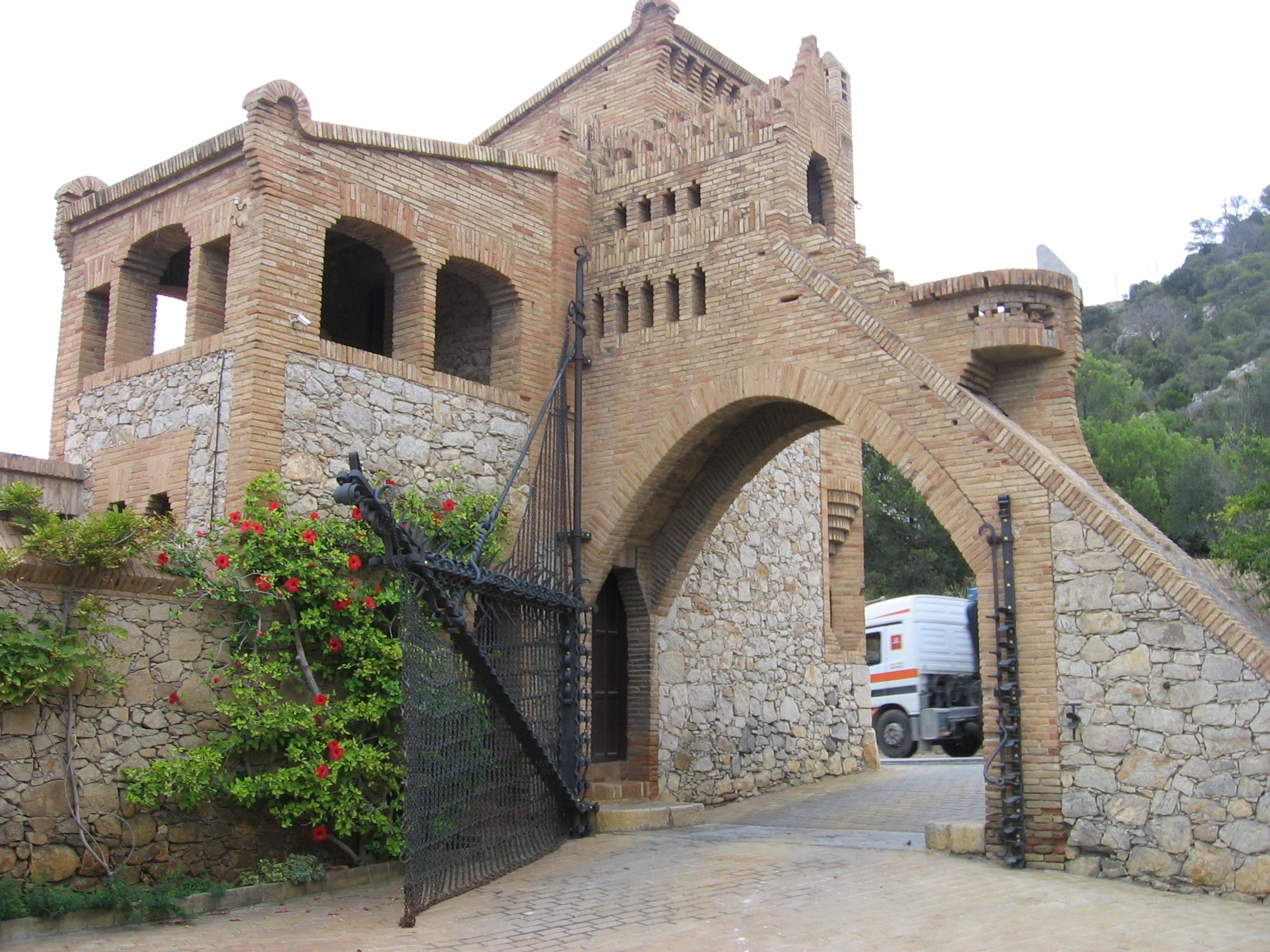
Pförtnerhaus

Bodegas Güell, auf Katalanisch Celler Güell, ist eine Weinkellerei in Sitges, einem Badeort der Comarca Garraf der spanischen Provinz Barcelona. Der architektonische Komplex, besteht aus Kellereigebäude und Nebengebäuden, die vom Architekten Antoni Gaudí für Eusebi Güell im Stil des Modernisme entworfen wurden. Das Ensemble wurde zwischen 1895 und 1901 unter der Leitung von Francesc Berenguer, Assistent von Gaudí realisiert und gehörte zu den Avantgardegebäuden der Weinarchitektur.

## Architektur
Das Werk gehört zu der neugotischen Periode Gaudís (1888–1898), einem Zeitraume, in dem der Architekt vor allem durch die Formensprache eines idealisierten Mittelalterbilds inspiriert wurde. Gaudí beschäftigte sich zuvor ausführlich mit der Beschaffenheit katalanischer, balearischer und rosellinscher Gotik. Die Gebäude entstanden weitgehend aus Garrafer Kalkstein und erhielten eine keilförmige Gesamtform mit ausgesparten parabelähnlichen Gewölben. Über dem Weinkeller befinden sich drei Etagen. In der ersten Etage eine Garage, in der zweiten Etage die Unterkunft für den Verwalter und in der obersten Etage eine Kapelle, welche über eine Terrasse den Blick auf das Meer eröffnet.